# Johannes Künzle
Ne doit pas être confondu avec Johann Künzle.
Pour les articles homonymes, voir Künzle.
Johannes Künzle, né le 1er décembre 1749 à Gossau et mort le 4 novembre 1820 dans la même ville, fut le chef du mouvement révolutionnaire de l'Alte Landschaft de 1793 à 1798.

## Biographie
Fils de Joseph Künzle, tanneur, il est préposé du bureau de poste de Gossau de 1767 à 1788, puis gouverneur de la commune de 1788 à 1796. Chef du mouvement révolutionnaire de l'Alte Landschaft de 1793 à 1798, il préside la landsgemeinde de Gossau le 23 novembre 1795, lors de laquelle est adoptée la « convention à l'amiable », négociée avec le prince-abbé Beda Angehrn.
Johannes Künzle obtient le 14 février 1798 la charge de Landaman de la Libre République de Saint-Gall. Trois mois plus tard, cette dernière est balayée par la Révolution helvétique, tandis que Künzle devenait président de la Chambre administrative du canton du Säntis, pendant la République helvétique. Par la suite, il est brièvement sénateur en 1800.

## Famille
Il se marie en 1779 avec Anna Maria Contamin, fille d'un commerçant.